# Régime fiscal en Belgique
Pour les articles homonymes, voir IPP.
Le système fiscal belge est constitué par l'ensemble des impôts établis par les autorités publiques belges. On les répartit généralement entre deux catégories d’impôt : les impôts directs et les impôts indirects. Cette distinction n’a toutefois que peu d’incidences pratiques.
Les impôts directs s’appliquent à un état ou une situation généralement durable et récurrente. Il s’agit principalement des impôts sur les revenus: l’impôt des personnes physiques (I.P.P.), l’impôt des sociétés (I.Soc), l’impôt des personnes morales (I.P.M.) et l’impôt des non-résidents (I.N.R.).
Les impôts indirects sont perçus à l’occasion d’un acte ou d’un fait ponctuel. Il s’agit notamment des droits d’enregistrement, des droits de succession et de la Taxe sur la Valeur Ajoutée (T.V.A.).

## Impôt des personnes physiques
L'impôt des personnes physiques est dû sur l’ensemble des revenus perçus par des particuliers résidant en Belgique.
Une personne est réputée résider en Belgique dès qu’elle y a établi son domicile ou le siège social de sa société.

### Historique de l'impôt des personnes physiques

#### Système cédulaire
La Belgique connaissait initialement un système fiscal cédulaire : chaque catégorie de revenus était imposée distinctement. Il existait ainsi trois impôts cédulaires :
- la contribution foncière pour les revenus immobiliers,
- la taxe mobilière pour les revenus de capitaux,
- la taxe professionnelle pour les revenus du travail.

#### Globalisation des revenus
En 1962, la Belgique a abandonné le système cédulaire et a adopté un régime de globalisation des revenus. Dans ce régime, un seul impôt frappe l'ensemble des revenus du contribuable.

#### Retour vers un système cédulaire?
Certains revenus échappent néanmoins à cette globalisation et sont imposés distinctement. 
Vu l’importance de ces exceptions, le régime fiscal belge tend cependant à se rapprocher à nouveau d'un système cédulaire. En effet, les revenus mobiliers sont généralement taxés sous la forme d’un précompte libératoire ; la taxation des plus-values, de certains loyers et d’autres revenus exceptionnels à un taux fixe indépendant du taux des autres revenus.

### Taux d’imposition
Le taux de l'impôt des personnes physiques appliqué aux revenus imposables globalement est progressif par tranches :
(montant applicable pour la déclaration 2022, revenus 2021)
- 0 % pour la tranche de revenus de 0 € à 9 270 €;
- 25 % pour la tranche de 9 270 € à 13 870 € ;
- 40 % pour la tranche de 13 870 € à 24 480 € ;
- 45 % pour la tranche de 24 480 € à 42 370 € ;
- 50 % pour la tranche supérieure à 42 370 €.

Des centimes additionnels communaux (de l'ordre de 0 à 10 %) du montant de l'impôt sont ajoutés.
Les taux fixes de 15 à 33 % sont applicables à certains revenus mobiliers et revenus divers taxés distinctement.
À cet impôt des personnes physiques sur le revenu, s'ajoute la cotisation à la sécurité sociale (ONSS) de 13,07%, prélevée sur le salaire brut.

## Impôt des sociétés
L’impôt des sociétés est dû sur le bénéfice annuel des sociétés belges qui se livrent à des opérations à caractère lucratif. Les sociétés belges sont celles dont le siège social, le principal établissement ou le siège de direction/d'administration est établi en Belgique.
Le taux d’imposition ordinaire du bénéfice des sociétés est de 25 %. (à partir de l'exercice d'imposition 2021 et pour la période imposable débutant au plus tôt le 1er janvier 2020)
Une société peut néanmoins bénéficier d'un taux réduit au taux de 20% sur les premiers 100.000 EUR de base imposable si elle répond aux critères suivants :
- Être considéré comme une petite entreprise en référence au code des sociétés et associations. C'est-à-dire ne pas dépasser deux conditions suivantes durant deux exercices consécutifs:
  - 50 travailleurs en moyenne annuelle
  - 9.000.000 EUR de chiffre d'affaires HTVA
  - 4.500.000 EUR de total de bilan

- La seconde condition à respecter renvoie à la rémunération annuelle du dirigeant d’entreprise : celle-ci doit être de minimum 45 000€ bruts si le résultat imposable de la société s’élève au moins à 90 000€. Tous les types de revenus que touchent le dirigeant sont pris en considération pour calculer cette rémunération minimale (pécule de vacances, jetons de présence, tantièmes, prime de fin d’année, loyers, avantages en nature, etc.). Si votre société a un résultat moins élevé, elle peut verser une rémunération annuelle moins élevée à son dirigeant d’entreprise. Cependant, ce montant doit être au moins égal au « résultat imposable », à savoir la base imposable qui est obtenue après application de la rémunération et des déductions fiscales (cotisations sociales, frais professionnels, etc).
- Exclusions de certaines entreprises :  Vous ne pourrez pas bénéficier de ce taux réduit si :
  - Une autre société détient plus de 50% des actions de votre société ;
  - Vous êtes une société financière qui détient des actions dépassant 50% du capital libéré, des réserves taxées et des plus-values comptabilisées.

## Impôt des personnes morales
Les personnes morales sont celles qui ne se livrent pas à des opérations à caractère lucratif.
L'impôt des personnes morales concerne exclusivement les revenus de capitaux et ceux produits par des biens immobiliers.
L'impôt des personnes morales se limite aux précomptes mobiliers et immobiliers.
Les précomptes mobiliers sont de 15 % ou 25 % selon la nature des revenus mobiliers taxés (intérêts ou dividendes). Ces taux sont passés, au 1er janvier 2012, à 21 %, 25 % (pour la part au-delà de 20020€ en 2012) selon la nature et l’importance des revenus mobiliers taxés (sous réserve de certaines exceptions).

## Impôt des non-résidents
L'impôt des non-résidents est dû sur les revenus belges perçus par des  contribuables dont le domicile / siège social n’est pas établi en Belgique.
L'impôt des personnes physiques non résidentes se détermine de manière similaire à celui  des personnes physiques résidentes, sous réserve de certaines exceptions.
En ce qui concerne les sociétés étrangères, elles sont imposables en Belgique seulement si la convention préventive de double imposition octroie à la Belgique le droit d’imposer.

## Droits d’enregistrement

### Catégories de droits d’enregistrement
Les droits d’enregistrement sont dus sur certains actes présentés à l’administration fiscale.
Cette formalité consiste en la copie / la mention d’un acte, par le receveur de l’enregistrement, dans un registre.
Les droits d’enregistrement sont fixes ou proportionnels.
Les droits fixes s’élèvent à un montant invariable (en général 25 €) qui dépend uniquement de la nature de l’acte. Les droits proportionnels s’élèvent, quant à eux, à une fraction de la valeur du bien qui est l’objet de l’acte enregistré  (enregistrement des ventes, des donations, etc.).

### Actes soumis aux droits d’enregistrement proportionnels

#### Notion
Les actes soumis aux droits d’enregistrement proportionnels sont notamment : la transmission à titre onéreux d’un immeuble sis en Belgique, le partage d’immeubles sis en Belgique, les apports en sociétés et les donations.

#### Les donations
La donation est un contrat par lequel le donateur se dépouille, gratuitement et irrévocablement, d’un bien ou d’un droit au profit d’un tiers, le donataire, qui l’accepte.
Donation d’immeubles
Les donations d’immeubles sis en Belgique doivent obligatoirement être actées par un notaire (généralement belge). Ce dernier présentera automatiquement cette donation à l’enregistrement.
Donation de meubles
Les donations mobilières (portefeuilles-titres, liquidités, œuvres d'art, etc.) peuvent être réalisées par acte notarié ou non.
Maître M. Dekeyser constate que cela contribue à expliquer le flux migratoire important d’étrangers (particulièrement de français) qui s’établissent en Belgique pour réorganiser la détention de leur patrimoine et pour le transmettre à leurs héritiers.
Pour le calcul des droits proportionnels, la base des droits d’enregistrement est la valeur vénale des biens donnés.
Les tarifs sont les suivants :
- Donations d’immeubles sis en Belgique : les donations d’immeubles sis en Belgique sont soumises à un droit d’enregistrement progressif, dont le taux varie selon la valeur de l’immeuble donné, le lien de parenté entre la personne gratifiée et le donateur et la Région (Bruxelles, Wallonie, Flandre) où ce dernier réside[14].

Le droit d’enregistrement oscille ainsi entre 3 % et 30 % lorsque la personne gratifiée est le conjoint ou l’enfant du donateur.
Dans les autres cas, ces droits s’échelonnent de 20 % à  80 % (selon le lien de parenté entre la personne gratifiée et le donateur et la région où celui-ci réside).
- Donations de meubles : les donations de meubles peuvent, lorsqu’elles sont enregistrées, bénéficier d’un taux d’imposition réduit de 3 % à 7,7 % selon le lien de parenté unissant la personne gratifiée au donateur et la Région où celui-ci réside. Ce taux est indépendant de la valeur du bien donné[15].

## Droits de succession
Les droits de succession sont dus, au décès d'un habitant du Royaume, sur l'ensemble des biens composant sa succession.
Ces droits sont supportés par les héritiers, légataires et/ou institués contractuels, chacun pour ce qu’il recueille.
Les taux des droits de succession sont progressifs.
Ils varient en fonction :
- de valeur de l’émolument reçu par chacun des héritiers/légataires/institués contractuels ;
- du lien de parenté unissant ceux-ci au défunt ;
- de la Région où ce dernier résidait[17].

Les droits de succession oscillent ainsi entre 3 % et 30 %, selon la région, lorsque l’héritier est le conjoint ou l’enfant du défunt.
Dans les autres cas, ces droits s’échelonnent entre 20 % et 80 % (selon le lien de parenté unissant la personne gratifiée au défunt et la Région où celui-ci réside).

## TVA
La TVA trouve son origine dans la réglementation européenne. Cette taxe a été instaurée par une directive européenne du 11 avril 1967. Cette directive a subi plusieurs modifications (notamment une modification introduite par une directive du 10 février 2004).
Selon Monsieur B. Vanderstichelen, les principales caractéristiques de la TVA sont les suivantes :
- il s’agit d’une taxe sur le chiffre d'affaires ;
- elle est neutre pour tout assujetti à la TVA (seul le consommateur final supporte définitivement cette taxe) ;
- elle est transparente : à de très rares exceptions près (e.g. vente par un assujetti d'un bien acquis d'occasion à un non-assujetti), il est toujours possible de déterminer le montant du service presté ou du produit vendu hors taxe et le montant de la taxe.

La TVA s'applique sur certaines livraisons de biens, prestations de services, acquisitions intracommunautaires et importations.
Le taux normal est de 21 %. Il existe un taux 0% et deux taux réduits de 6 et 12 %.
Outre le régime normal TVA (avec droit de déduction), il existe des régimes particuliers forfaitaire, franchisé, de la marge et agricole.
Depuis le 1er juillet 2021, un système de guichet unique (ou « One Stop Shop ») a été mis en place au niveau européen simplifiant les obligations de déclaration des assujettis à la TVA dans l'Union européenne.